# Potyczka koło dworu Brécourt
Potyczka koło dworu Brécourt – akcja zniszczenia baterii 4 dział ostrzeliwujących plażę Utah, która miała miejsce 6 czerwca 1944 w Normandii. Jest to klasyczny przykład taktyki małych pododdziałów w ataku na dużo większe siły wroga. Do dzisiaj akcję omawia się na wykładach teoretycznych w akademii wojskowej West Point. Potyczka koło dworu Brécourt ukazana została w odcinku 2 amerykańsko-brytyjskiego serialu Kompania braci.

## Przed akcją
Podczas zrzutu spadochronowego będącego częścią operacji Neptune w nocy z 5 na 6 czerwca 1944 roku zginął dowódca kompanii E 506 Pułku Piechoty Spadochronowej 101 Dywizji Powietrznodesantowej kapitan Thomas Meehan III, którego samolot został zestrzelony przez artylerię przeciwlotniczą. Dowodzenie pododdziałem przejął porucznik Richard Winters. Po połączeniu jego jednostki z jednostką macierzystą w wiosce Le Grand Chemin rano, 6 czerwca 1944, Winters otrzymał nowe rozkazy. Miał zniszczyć baterię niemieckich dział 88 mm, które otworzyły ogień w kierunku plaży Utah, gdzie właśnie desantowała się 4 Dywizja Piechoty. Powiedziano mu tylko: „Tam wzdłuż żywopłotu widać strzały. Zajmij się tym”. Winters nie był pierwszym, który dostał to zadanie. Kilka innych jednostek wcześnie rano natknęło się na tę samą pozycję nieprzyjaciela, ale zostały bardzo szybko odparte.
Po wykonaniu osobistego rozpoznania terenu około godziny 8:30 rano, Richard Winters zebrał zespół trzynastu ludzi ze swojej oraz innych kompanii. Wiedział, że działa artyleryjskie rozmieszczone są na południe od wsi Le Grand Chemin. Nie przypuszczał tego, iż rozmieszczone są jednak po drugiej stronie żywopłotu i postanowił zaatakować dwór Brécourt zlokalizowany trzy mile na południowy wschód od plaży Utah i na północ od wsi Sainte-Marie-du-Mont. Właśnie tam dostrzegł 6 Baterię 90 Pułku Artylerii, składającą się z czterech 105 mm haubic (dowództwo błędnie wzięło je za działa 88 mm), połączonych okopami bronionymi przez kompanię niemieckich żołnierzy.
Winters uważał, że baterii artyleryjskich bronić będzie część jednostki z 6 Fallschirmjägerregiment (6 Pułk Spadochroniarzy) z rozmieszczonymi karabinami maszynowymi MG 42. Nie udało się ustalić, który jej pododdział się tam znajdował. 1 Batalion 6 Pułku otrzymał rozkaz przedostania się z Carentan do Sainte-Marie-du-Mont. 1 Kompania 919 Pułku Grenadierów (709 Dywizja Piechoty) została wysłana i rozmieszczona w okolicy Sainte-Marie-du-Mont z zadaniem utrzymania tego obszaru. Natomiast 1058 Pułk Grenadierów (91 Dywizja Piechoty) bronił się w niedalekiej odległości od Sainte-Marie-du-Mont, w posiadaniu tego pułku była również część artylerii. 795 Gruziński Batalion Piechoty (Legion Gruziński) przydzielony do 709 Dywizji Piechoty znajdował się na północny zachód od Turqueville, jednak mało prawdopodobne było uczestnictwo ich w bitwie, z powodu bardzo trudnych warunków ukształtowania terenu. Jednakże którakolwiek jednostka broniłaby baterii artyleryjskich, amerykańscy spadochroniarze musieli zmierzyć się z wrogiem liczącym około 60 żołnierzy Wehrmachtu.
Akcja trwała niecałą godzinę i zakończyła się zniszczeniem wszystkich niemieckich dział oraz wyeliminowaniem większości ludzi z ich obsługi. Z powodu braku ładunków wybuchowych, Amerykanie zniszczyli haubice, rozdymając ich lufy granatami. W jednym z bunkrów sąsiadujących z okopami Winters znalazł mapę z zaznaczonymi wszystkimi niemieckimi bateriami artyleryjskimi na półwyspie Cotentin. W akcji poległo 4 amerykańskich spadochroniarzy, 2 zostało rannych. Niemcy stracili 20 zabitych i 12 wziętych do niewoli. Po zniszczeniu dział Winters postanowił się wycofać. Jeszcze tego samego dnia, przy współpracy z czołgami M4 Sherman, które przybyły z plaży Utah, majątek Brécourt został ostatecznie zajęty przez aliantów.